# Alfred Staats
Alfred Heinrich Karl Richard Staats (* 2. November 1891 in Hondelage; † 22. Oktober 1915 in Kolky, Russisches Reich, heute Teil der Ukraine) war ein deutscher Turner.
Staats nahm am 10. und 11. Juli 1912 an den Olympischen Spielen in Stockholm teil. Mit der deutschen Mannschaft belegte er im Freien System mit insgesamt 84,25 Punkten den vierten und im Mannschaftsmehrkampf gemeinsam mit Walther Engelmann, Adolf Seebass, Hans Roth, Arno Glockauer, Alexander Sperling, Kurt Reichenbach, Rudolf Korner, Erwin Buder, Wilhelm Brülle, Heinrich Pahner, Johannes Reuschle, Walther Jesinghaus, Hans Eberhard Sorge., Karl Richter, Erich Worm, Karl Jordan und Hans Werner, den fünften Platz mit 162 Punkten hinter Italien, Ungarn, Großbritannien und Luxemburg. Er studierte Chemie und war Mitglied des Akademischen Turnerbunds der Hochschule in Leipzig.
Staats war als Einjährig-Freiwilliger am Ersten Weltkrieg beteiligt und starb als Lieutenant der 8. Kompanie des Infanterie-Regiments Nr. 82 in Kolky. Außer ihm starben als Soldaten in diesem Krieg drei weitere der 18 Turner des olympischen Team. Wilhelm Brülle († 5. August 1917), Walther Jesinghaus († 22. Februar 1916) und Hans Eberhard Sorge († 6. August 1918).